# Linaria flava
Linaria flava är en grobladsväxtart som först beskrevs av Poiret, och fick sitt nu gällande namn av René Louiche Desfontaines. Linaria flava ingår i släktet sporrar, och familjen grobladsväxter. Inga underarter finns listade i Catalogue of Life.